# Koz Sar
Der Koz Sar ist ein Berg im Batura Muztagh im äußersten Nordwesten des Karakorum-Gebirges.

## Lage
Der Koz Sar befindet sich im pakistanischen Sonderterritorium Gilgit-Baltistan unweit der afghanischen Grenze.
Der Berg erreicht eine Höhe von 6677 m. An seinem Nordhang erstreckt sich der Chillinji-Gletscher. Westlich des Koz Sar verläuft das Flusstal des Karambar in südlicher Richtung. Der Koz-Yaz-Gletscher hat seinen Ursprung 2,5 km nordöstlich des Koz-Sar-Gipfels.

## Besteigungsgeschichte
1993 unternahm eine anglo-irische Expedition einen Versuch, den Koz Sar zu besteigen.
Die Erstbesteigung gelang schließlich einer 9-köpfigen japanischen Expedition (Sendai Ichiko Alpine Club of Japan) im Jahr 1999 über einen kurzen Berggrat auf der Südseite des Koz Sar. Die beiden Expeditionsteilnehmer Takashi Ota und Katsuyuki Kuriyagawa erreichten am 17. August den Gipfel.